# Traffic (filme)
Traffic é um filme americano e Espanhol  de 2000, do gênero drama, dirigido por Steven Soderbergh. Explora o narcotráfico de diversas perspectivas: de um usuário, de um capanga, de um político e de um traficante. Suas histórias são construídas juntas ao longo do filme, ainda que os personagens não se conheçam. O filme é adaptado da série de TV Traffik, do Channel 4.
A 20th Century Fox, financiadora original do filme, exigiu que Harrison Ford tivesse um papel principal na história e que fossem realizadas mudanças significativas no enredo. Soderbergh recusou e ofereceu o roteiro a outros grandes estúdios de Hollywood, que o rejeitaram, devido à sua duração de três horas e ao tema abordado. A USA Films, todavia, gostou do projeto desde o começo e ofereceu aos idealizadores do filme mais dinheiro do que a Fox. Soderbergh operou a câmera sozinho e adotou uma vista distinta para cada história, para que o público pudesse distingui-las.
Traffic foi criticamente aclamado, recebendo diversos prêmios, incluindo quatro Óscares — Melhor Diretor, Melhor Ator Coadjuvante, Melhor Edição e Melhor Roteiro Adaptado.

## Sinopse
Relata o tráfico de drogas do ponto de vista do produtor ao consumidor, usando três diferentes histórias que acabam por se intersectar num fim comum. As histórias são ainda filmadas sob diferentes espectros de luz, como o azul e o amarelo torrado. Numa delas, um ministro da Suprema Corte America, nomeado como chefe do departamento de combate ao tráfico, descobre que sua filha é viciada em drogas.
Em outra história, uma esposa assume o comando do cartel do trafico depois que seu marido é preso. A terceira história relata os conflitos entre chefes do trafico e um policial na fronteira do Texas (Estados Unidos) com o México.
O Realizador imprime sua visão de que a guerra contra o tráfico é uma guerra perdida.

## Elenco
- Benicio Del Toro.... Javier Rodriguez
- Steven Bauer.... Carlos Ayala
- Don Cheadle.... Montel Gordon
- Erika Christensen.... Caroline Wakefield
- Michael Douglas.... juiz Robert Wakefield
- Catherine Zeta-Jones.... Helena Ayala
- Albert Finney
- Salma Hayek.... Rosario (não creditada)
- Amy Irving
- Dennis Quaid
- Benjamin Bratt.... Juan Obregón
- Luis Guzmán... Ray Castro

## Principais prêmios e indicações
Oscar
| Ano  | Categoria               | Indicado(s)       | Resultado |
| ---- | ----------------------- | ----------------- | --------- |
| 2001 | Melhor Filme            | Traffic           | Indicado  |
| 2001 | Melhor Diretor          | Steven Soderbergh | Venceu    |
| 2001 | Melhor ator coadjuvante | Benicio Del Toro  | Venceu    |
| 2001 | Melhor roteiro adaptado | Stephen Gaghan    | Venceu    |
| 2001 | Melhor Edição/Montagem  | Traffic           | Venceu    |

BAFTA
| Ano                       | Categoria         | Indicado(s) | Resultado |
| ------------------------- | ----------------- | ----------- | --------- |
| 2001                      |                   |             |           |
| Melhor Diretor            | Steven Soderbergh | Indicado    |           |
| Melhor Ator Coadjuvante   | Benicio Del Toro  | Venceu      |           |
| Melhores Roteiro Adaptado | Stephen Gaghan    | Venceu      |           |
| Melhor Edição             | Traffic           | Indicado    |           |

Golden Globe Awards
| Ano                       | Categoria            | Indicado(s) | Resultado |
| ------------------------- | -------------------- | ----------- | --------- |
| 2001                      |                      |             |           |
| Melhor Filme - Drama      | Traffic              | Indicado    |           |
| Melhor Diretor            | Steven Soderbergh    | Indicado    |           |
| Melhores Ator Coadjuvante | Benicio Del Toro     | Venceu      |           |
| Melhor Atriz Coadjuvante  | Catherine Zeta-Jones | Indicado    |           |
| Melhor Roteiro            | Stephen Gaghan       | Venceu      |           |

Festival de Berlim
| Ano          | Categoria        | Indicado(s) | Resultado |
| ------------ | ---------------- | ----------- | --------- |
| 2001         |                  |             |           |
| Urso de Ouro | Traffic          | Indicado    |           |
| Melhor Ator  | Benicio Del Toro | Venceu      |           |

Prêmio César
| Ano                      | Categoria | Indicado(s) | Resultado |
| ------------------------ | --------- | ----------- | --------- |
| 2002                     |           |             |           |
| Melhor Filme Estrangeiro | Traffic   | Indicado    |           |